# Нивка (приток Ирпеня)
Ни́вка (Борщаго́вка) — река в Киеве и Киевской области, правый приток Ирпеня. Длина — 19 километров. Площадь водосборного бассейна — 93,2 км². На старых картах подписана как Новая Гребля.
Берёт начало в Киеве, в районе Ледового стадиона неподалёку от Одесской площади. Далее река пересекает под землёй проспект Академика Глушкова и выходит на поверхность рядом с жилым массивом Теремки-II (там расположены 3 пруда), пересекает посёлок Жуляны (в котором также образует несколько небольших прудов) и Михайловскую Борщаговку, далее в подземном коллекторе проходит под массивом Южная Борщаговка, пересекает Кольцевую дорогу и покидает город. Тут на берегах реки расположены сёла Софиевская Борщаговка и Петропавловская Борщаговка, в которых на реке также создано несколько больших прудов.
Неподалёку от автодороги Киев-Житомир река снова оказывается на территории Киева, протекает через Святошинский лесопарк. Поблизости от места впадения в р. Ирпень она окончательно оставляет город.
Впадает в Ирпень справа в 45 км от его устья
На всём протяжении реки устроено около 20 прудов. В нижнем течении обустроено рыбное хозяйство.
В древности река Нивка также называлась Желянь. В 1093 году на её берегах произошла битва на Желяни, в которой русская дружина потерпела поражение от половцев.
В честь реки получила название модель персональных компьютеров СМ1820 («Нивка»), разработанная и выпускавшаяся в начале 1990-х годов киевским НПО «Электронмаш», территория которого находится вблизи русла реки.

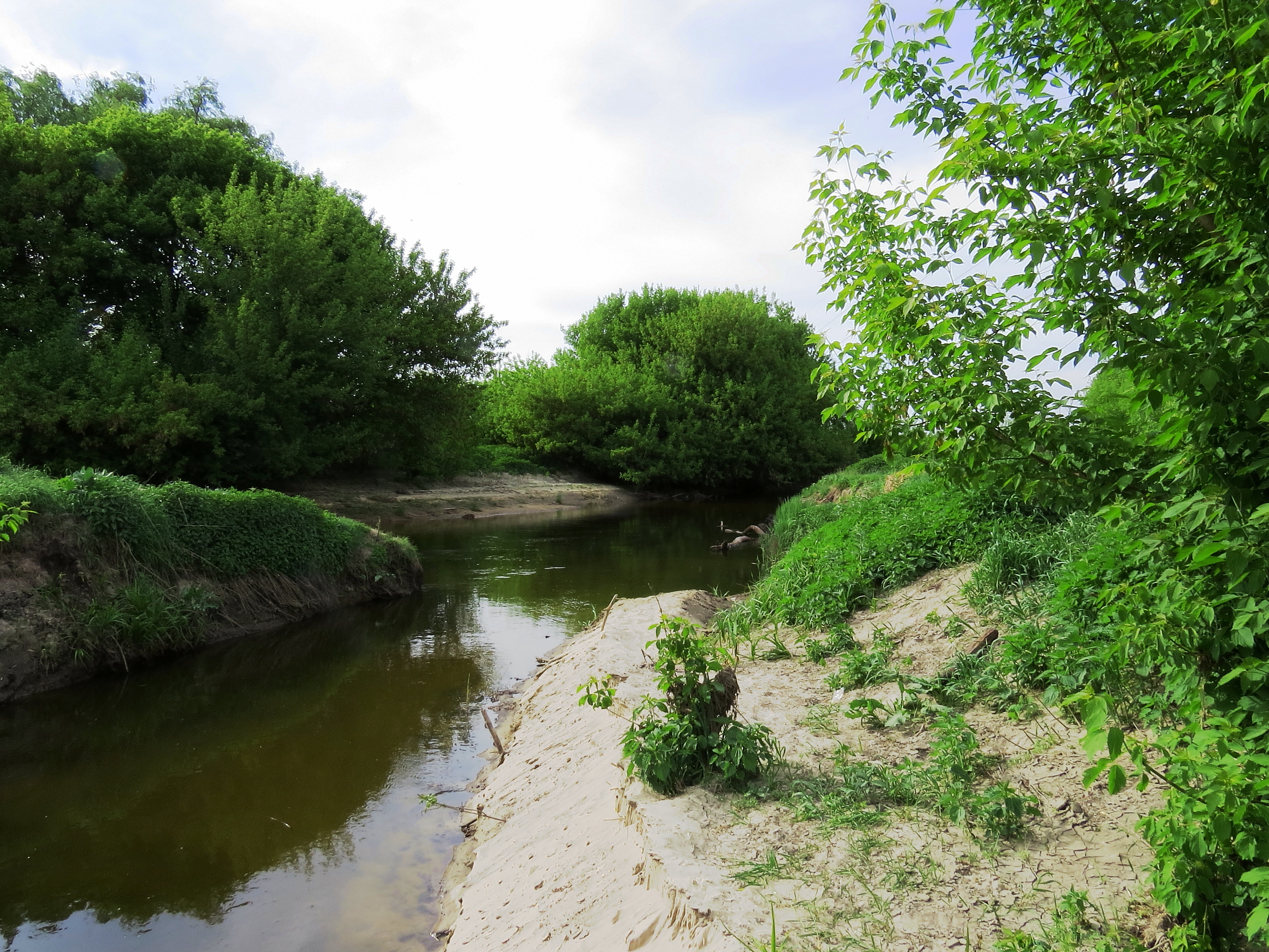
Устье Нивки